# General Lee
Denna artikel handlar om en bil. För information om sydstatsgeneralen, se Robert E. Lee.
General Lee kallas den Dodge Charger som kördes av kusinerna Bo och Luke Duke i TV-serien The Dukes of Hazzard. Den är känd från vilda biljakter och andra stunts, speciellt höga hopp som utfördes i nästan varje avsnitt, och för att ha fastsvetsade dörrar, vilket resulterade i att bröderna Duke klättrade in och ut genom fönsterrutorna. Bilen medverkade i alla avsnitt förutom det tredje, i avsnittet "Mary Kaye's Baby". Bilen är uppkallad efter sydstatsgeneralen Robert E. Lee, och har en målad sydstatsflagga på taket samt ett signalhorn som spelar de första tonerna från sången "Dixie's Land".
Idén till General Lee utvecklades från den kända spritsmugglaren Jerry Rushings bil, som var döpt efter Robert E. Lee's favorithäst, Traveler. Traveler var också namnet på bilen i Moonrunners, filmen som kan benämnas som föregångaren till serien The Dukes of Hazzard.

## Historia
Även om det exakta antalet General Lees varierar beroende på källorna, menar Ben Jones (Cooter Davenport i serien), och andra inblandade bilbyggare i serien, att 256 stycken General Lees byggdes för att skapa serien. Andra menar att omkring 321 byggdes. Man har idag lokaliserat tjugotre stycken av de som användes, varav sjutton är i körbart skick. Bland överlevarna finns den allra första General Leen kvar, känd som LEE 1. Just denna bil kan man se i det första avsnittet, One Armed Bandits, när den gör ett hopp över Roscoes polisbil. Detta var den första gången man hoppade med en bil i serien, men i avsnittet visas andra hopp före detta, men de spelades egentligen in efteråt. Craig Baxley var stuntmannen som genomförde hoppet. 
Enligt beräkningar användes minst en "General Lee" i varje avsnitt, och de flesta förstördes. När man filmade ett stunt då bilen skulle flyga, placerade man mellan 230 och 400 kg sand eller annat material i bakluckan, som skulle räta upp bilen i luften så att den inte skulle tippa framåt för mycket. Stuntförarna rapporterade att själva flygningen var helt okej, men att de hatade landningarna.
Från 1979 till 1985, blev Dodge Chargers av årsmodellen 1968 och 1969 omgjorda till General Lees. Enligt bilbyggarna blev ingen Charger av årsmodellen 1970 använd, något som många inte tror på, då de är snarlika -69:or. Men enligt en lista som innehåller fordon identitetsnummer för varje Charger som gjordes om, blev ingen 1970-modell använd. 
Avsnitten 1–5 filmades i Georgia november och december 1978. Georgiaavsnitten innefattade 6 stycken Dodge Chargers. De första byggdes av Warner Bros och fraktades sedan till Georgia där John Marendi märkte de första tre bilarna som LEE 1, LEE 2, och LEE 3. General Lee blev snabbt stjärnan i TV-serien och efter att de tre bilarna började bli riktigt skadade, behövde teamet flera bilar, och i och med det började Warner Bros började köpa in alla 1968/1969 Dodge Chargers i hela södra USA. Så i slutet på serien, i början av 1986, då det blev för svårt/dyrt att fortsätta att skaffa flera Chargers, började producenterna använda gamla stuntinspelningar från tidigare avsnitt. Man byggde även miniatyrlandskap och miniatyrbilar.

## Motorer
Motorerna i TV-seriens General Lee var av tre typer: 318 kubiktum (5,2 liter), 383 kubiktum (6,3 liter) och 440 kubiktum (7,2 liter), alla V8:or. De specialbyggda "Ski Car"-bilarna (de bilar som kördes på två hjul) hade de mindre 318-motorerna då de var något lättare än de större varianterna. De flesta bilar som användes i hopp och andra stunts hade 318- och 440-motorer. Stuntförarna föredrog 440-motorerna till hopp då de större blocken ofta inte tog någon större skada vid landningarna. Motorerna plockades ofta sedan ur så de kunde återanvändas för de större hoppen. Ljudeffekter användes i början av serien. Detta fick bilarna att låta som om de hade manuell växellåda, något som lurade många TV-tittare till att tro att Chargers hade manuell växellåda. Vanligaste växellådan var den automatiska 727.

## LEE 1
LEE 1 kallades den allra första General Leen som byggdes. Den hade en 383 V8:a med inbyggd störtbur, och deluxeutrustning med till exempel luftkonditionering (A/C) och kromade detaljer. Den var från början guldfärgad med en ljusbrun interiör. Efter det nu kända hoppet över Rosco P. Coltranes polisbil, togs bilens framsäten bort, grillen och baklamporna. LEE 1 kom att bli använd en gång till, då som en NASCAR-bil i det fjärde avsnittet Repo Men. Efteråt "pensionerades" bilen och skickades till en bilskrot i Georgia. I augusti 2001 hittades LEE 1 av Travis Bell och Gary Schneider. Bilen har sedan dess blivit restaurerad till sitt ursprungliga skick. Den blev officiellt avtäckt för folket 11 november 2006 med John Schneider (Bo Duke) bakom ratten. Bilen är för tillfället till salu.